# کربوکسیل‌زدایی بارتون
کربوکسیل‌زدایی بارتون(به انگلیسی: Barton decarboxylation) گونه‌ای از واکنش شیمیایی رادیکالی است که در آن ابتدا عامل کربوکسیل اسید به تیوهیدروکسامات استر (که به استر بارتون نیز معروف است) تبدیل می‌شود، سپس محصول به دست آمده در حضور یک آغازگر رادیکال و یک هیدروژن دهنده مناسب، فرایند کربوکسیل‌زدایی کامل می‌شود. این واکنش به نام شیمیدان بریتانیایی درک بارتون که نقش زیادی در درک و توسعه این واکنش داشت، نامگذاری شده است.

شمایی از فرایند کربوکسیل‌زدایی بارتون